# Głowica maczugi Mesilima

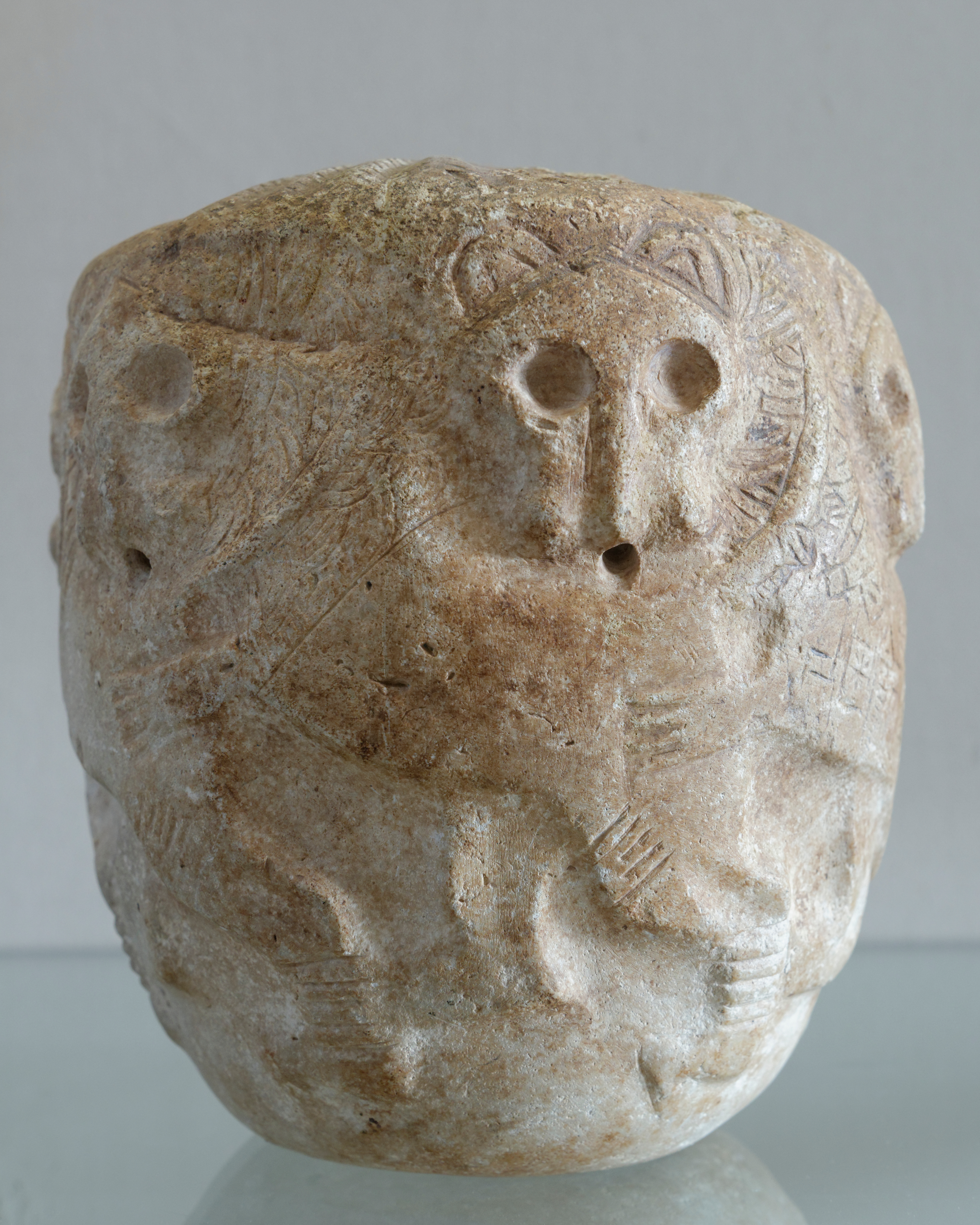
Głowica maczugi Mesilima

Głowica maczugi Mesilima – głowica kamiennej maczugi z inskrypcją Mesilima (ok. 2550 p.n.e.), króla sumeryjskiego miasta Kisz. Zabytek odnaleziony został pod koniec XIX w. w trakcie prac wykopaliskowych prowadzonych w Tall Luh (Tello), stanowisku kryjącym pozostałości sumeryjskiego miasta Girsu. Obecnie znajduje się w muzeum w Luwrze.

## Odnalezienie i późniejsze losy
Zabytek odnalazł w 1881 roku francuski archeolog Ernest de Sarzec prowadzący wykopaliska w Tall Luh (Tello), miejscu kryjącym pozostałości sumeryjskiego miasta Girsu. Po odnalezieniu zabytek trafił do muzeum w Luwrze (nr inwent. AO 2349); tam też znajduje się obecnie (skrzydło Richelieu, sala 1a).

## Opis
Wykonana z wapienia głowica ma wysokość 19 cm i średnicę 16 cm. Jej górną powierzchnię zdobi wizerunek mitycznego ptaka Anzu, przedstawionego tu pod postacią orła z lwią głową i rozpostartymi skrzydłami. Ptak Anzu był symbolem Ningirsu, boga opiekuńczego miasta Girsu, a jego wizerunek znaleźć można na wielu innych zabytkach pochodzących z tego sumeryjskiego miasta (np. na srebrnej wazie Enmeteny czy na płytce wotywnej Dudu). Przedstawiony na głowicy ptak Anzu trzyma w swych szponach sześć lwów, których wizerunki zdobią boki zabytku. Każdy z lwów, o głowie przedstawionej przodem i ciele przedstawionym z profilu, trzyma w swych łapach zadnią część lwa znajdującego się przed nim. Umieszczonym na głowicy wizerunkom ptaka Anzu i sześciu lwów towarzyszy sumeryjska inskrypcja w piśmie klinowym. Wynika z niej, iż głowica ta miała być darem wotywnym Mesilima, króla Kisz, dla świątyni boga Ningirsu w mieście Girsu:

Mesilim, król (sum. lugal) Kisz, budowniczy świątyni Ningirsu, dla Ningirsu (tą maczugę) umieścił(?). Lugalsza’engur (jest) władcą (sum. énsi) Lagasz.

Fakt że Mesilim, sprawujący ok. 2550 r. p.n.e. władzę nad potężnym miastem Kisz w północnym Sumerze, mógł złożyć dar w świątyni znajdującej się w mieście Girsu, kontrolowanym przez Lugalsza’engura, władcę miasta-państwa Lagasz, zdaje się wskazywać, iż ten ostatni musiał być w jakimś stopniu od Mesilima uzależniony. Potwierdza to jedna z inskrypcji Enmeteny, jednego z późniejszych władców Lagasz, która wspomina o tym, że pozostający w sporze granicznym władcy Lagasz i Ummy zwrócili się kiedyś właśnie do Mesilima z prośbą o to, by rozsądził on ich spór i wyznaczył nową granicę pomiędzy obu miastami.